# Pithecia hirsuta
Pithecia hirsuta  is een zoogdier uit de familie van de sakiachtigen (Pitheciidae). De wetenschappelijke naam van de soort werd voor het eerst geldig gepubliceerd door Johann Baptist von Spix in 1823.

## Voorkomen
De soort komt voor in noordelijk Brazilië, Colombia en Peru, waar het voorkomt ten noorden van de Rio Solimões en Rio Napo en ten westen van de Rio Negro.